# Lukežič
Lukežič je priimek več znanih Slovencev:

## Znani nosilci priimka
- Alan Lukežič, strokovnjak za računalniški vid (sledenje objektov)
- Andrej Lukežič, smučarski trener
- Avrelij Lukežič (1912—1980), slikar, oblikovalec
- Bojan Lukežič, namiznoteniški igralec- paraplegik
- James Lukežič, ameriški poslovnež
- Ludvik Lukežič (Lucchesi) (1880—1963), tiskar in gospodarstvenik
- Mateja Lukežič (*1976), ilustratorka, pedagoginja
- Nada Lukežič (1931—2011), slikarka, grafičarka, ilustratorka
- Primož Lukežič, fotograf